# دهستان سورین
دهستان سورین نام دهستانی در بخش چم خلف‌عیسی شهرستان هندیجان، استان خوزستان در ایران است. براساس سرشماری مرکز آمار ایران در سال ۱۳۸۵، جمعیت آن ۳۲۳۴ نفر (۶۴۲ خانوار) بوده‌است.